# Gare d'Erdre-Active
La gare d'Erdre-Active est une gare ferroviaire française de la ligne de Nantes-Orléans à Châteaubriant,  située, au sud du bourg, à la lisière du « Parc d'entreprise d'Erdre-Active » auquel elle doit son nom, sur le territoire de la commune de La Chapelle-sur-Erdre, dans le département de la Loire-Atlantique, en région Pays de la Loire. 
C'est une nouvelle halte voyageurs mise en service en 2014 par la Société nationale des chemins de fer français (SNCF) lors de la réouverture de la ligne rénovée pour la mise en exploitation du nouveau tram-train TER Pays de la Loire.

## Situation ferroviaire
La gare d'Erdre-Active est située au point kilométrique (PK) 437,850 de la ligne de Nantes-Orléans à Châteaubriant, entre les gares de Babinière et de La Chapelle-Centre.

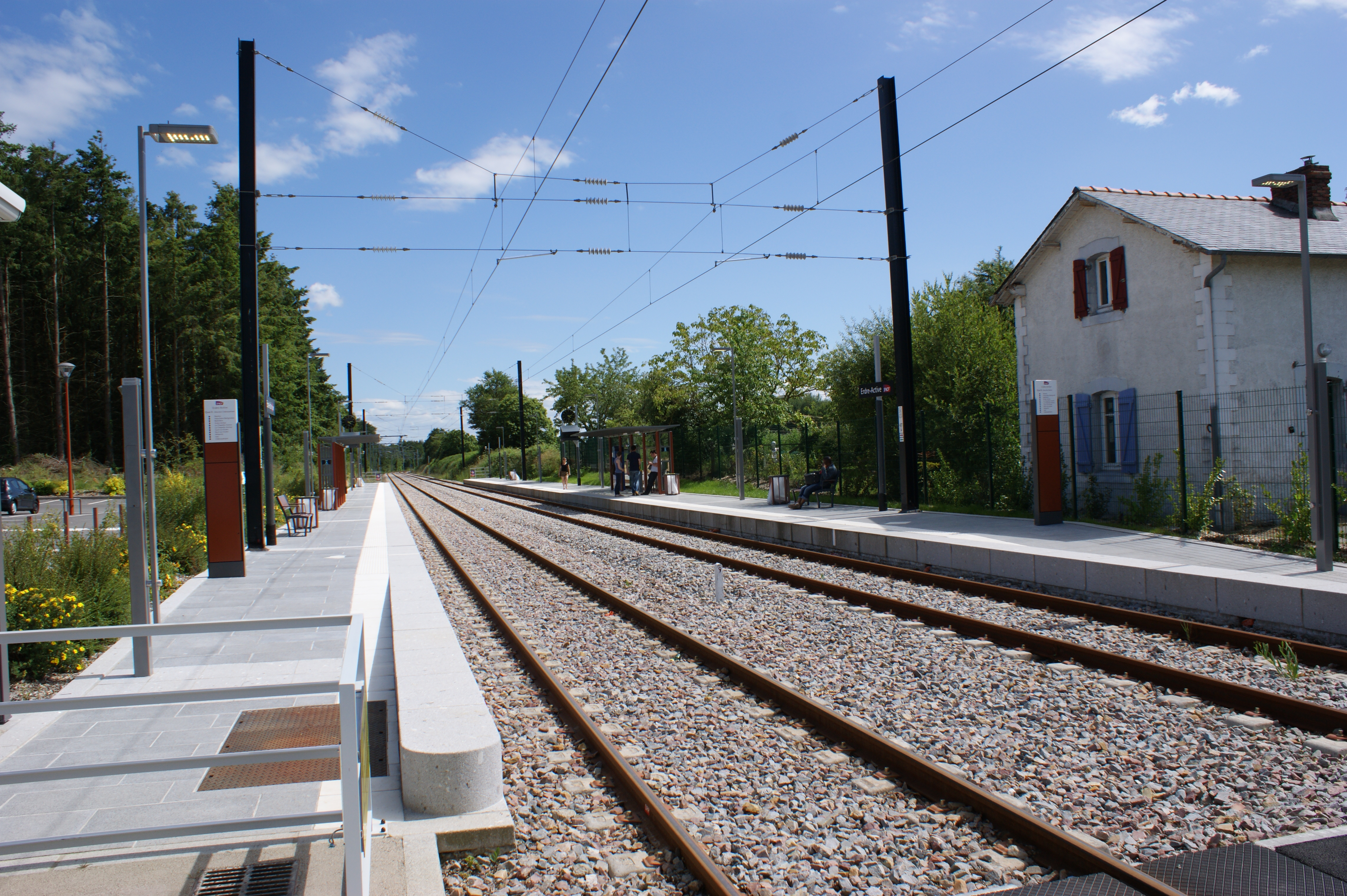
Quais et voies de la halte.

## Histoire
Le point d'arrêt est créé à l'occasion de la réouverture de la ligne Nantes – Châteaubriant au service des voyageurs, le 28 février 2014.

## Service des voyageurs

### Accueil
Halte SNCF, c'est un point d'arrêt non géré (PANG) à entrée libre, équipé d'un distributeur automatique de billets régionaux.

### Desserte
Erdre-Active est desservie par des tram-trains qui circulent entre la gare de Nantes et celle de Sucé-sur-Erdre. Certains sont amorcés ou prolongés jusqu'aux gares de Nort-sur-Erdre ou de Châteaubriant.

### Intermodalité
Un parc à vélos de 28 places et un parking pour les véhicules de 49 places y sont aménagés.

Installations
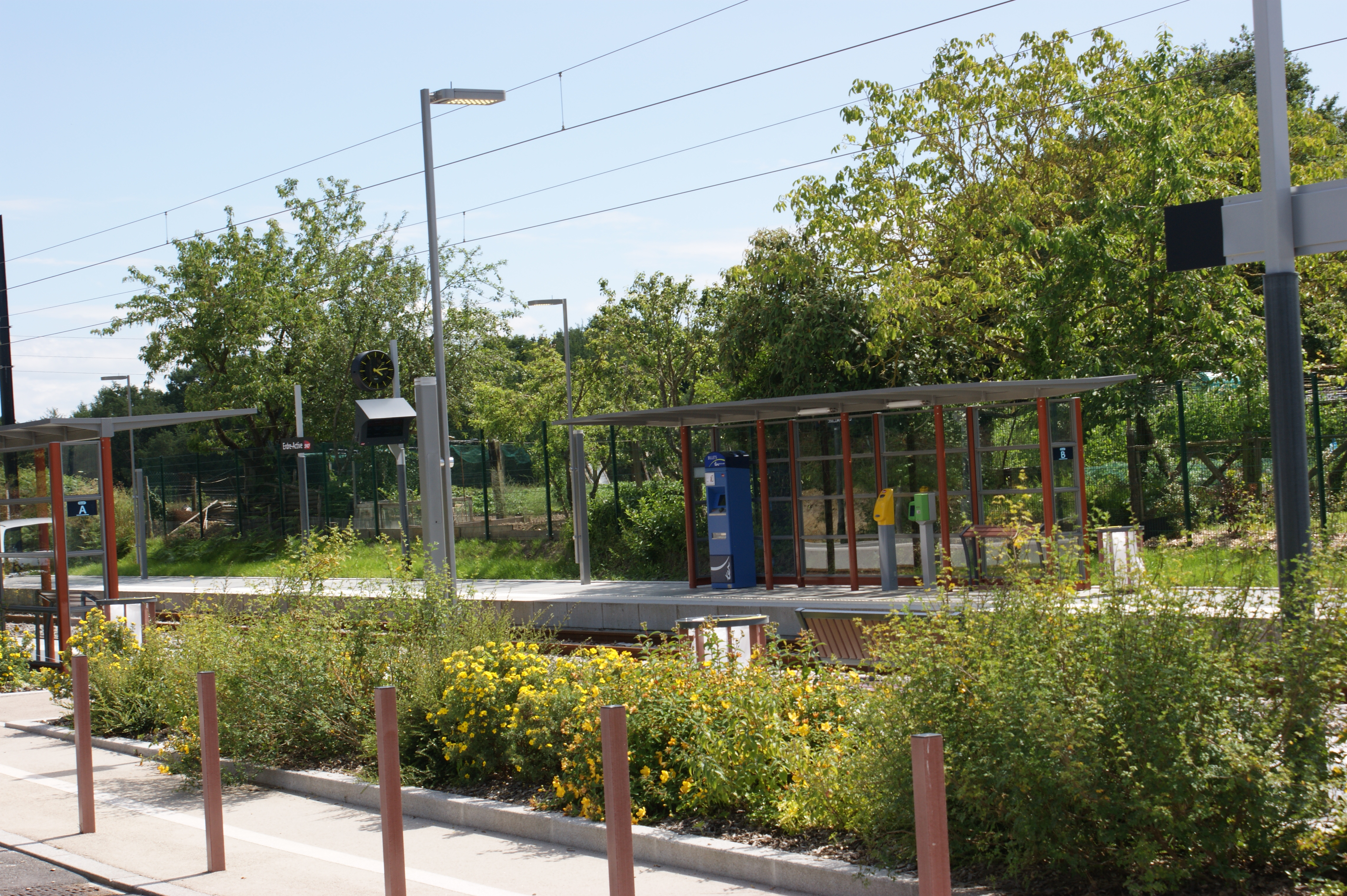
Entrée et abris de quais.
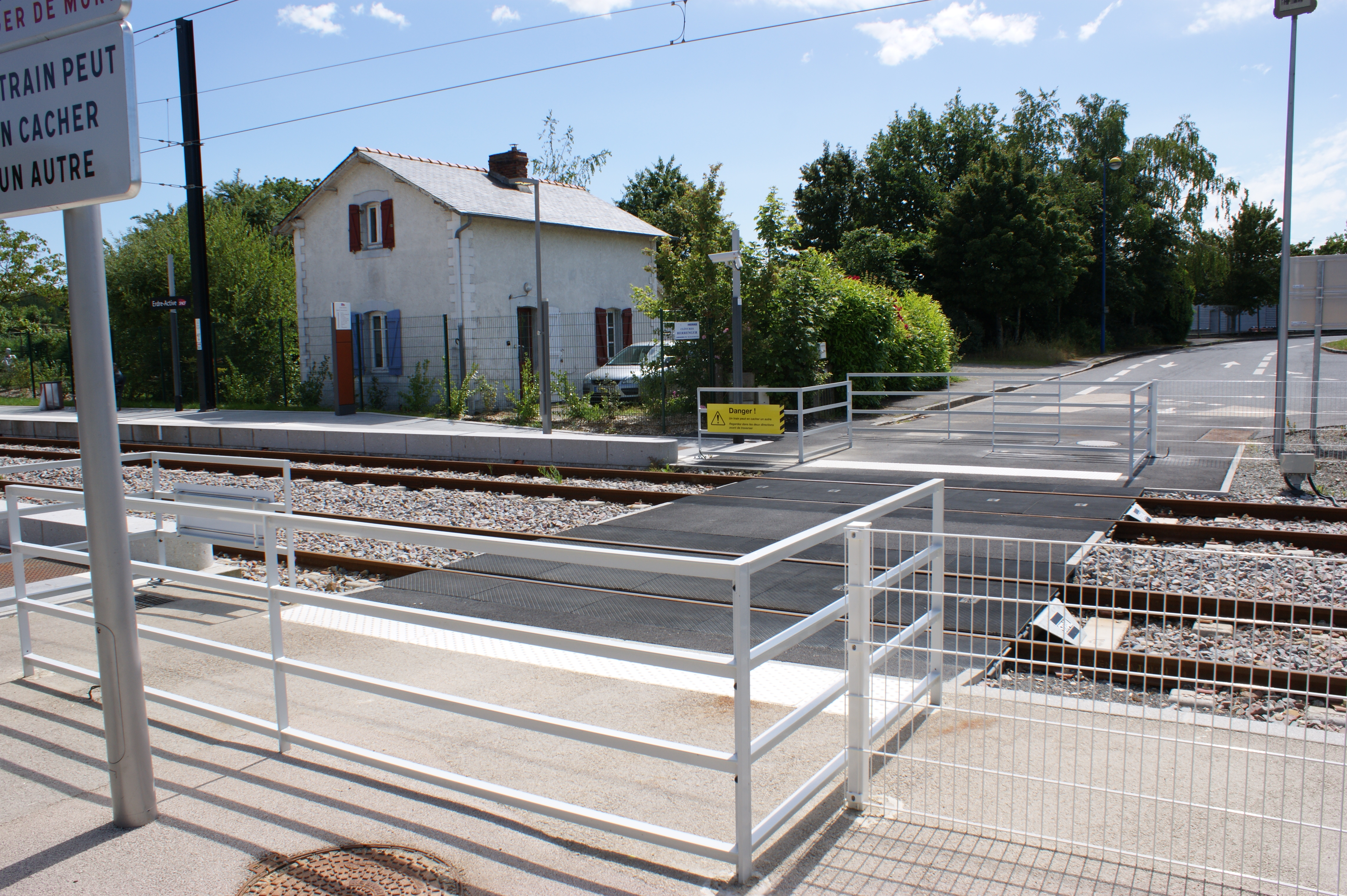
Le passage planchéié.
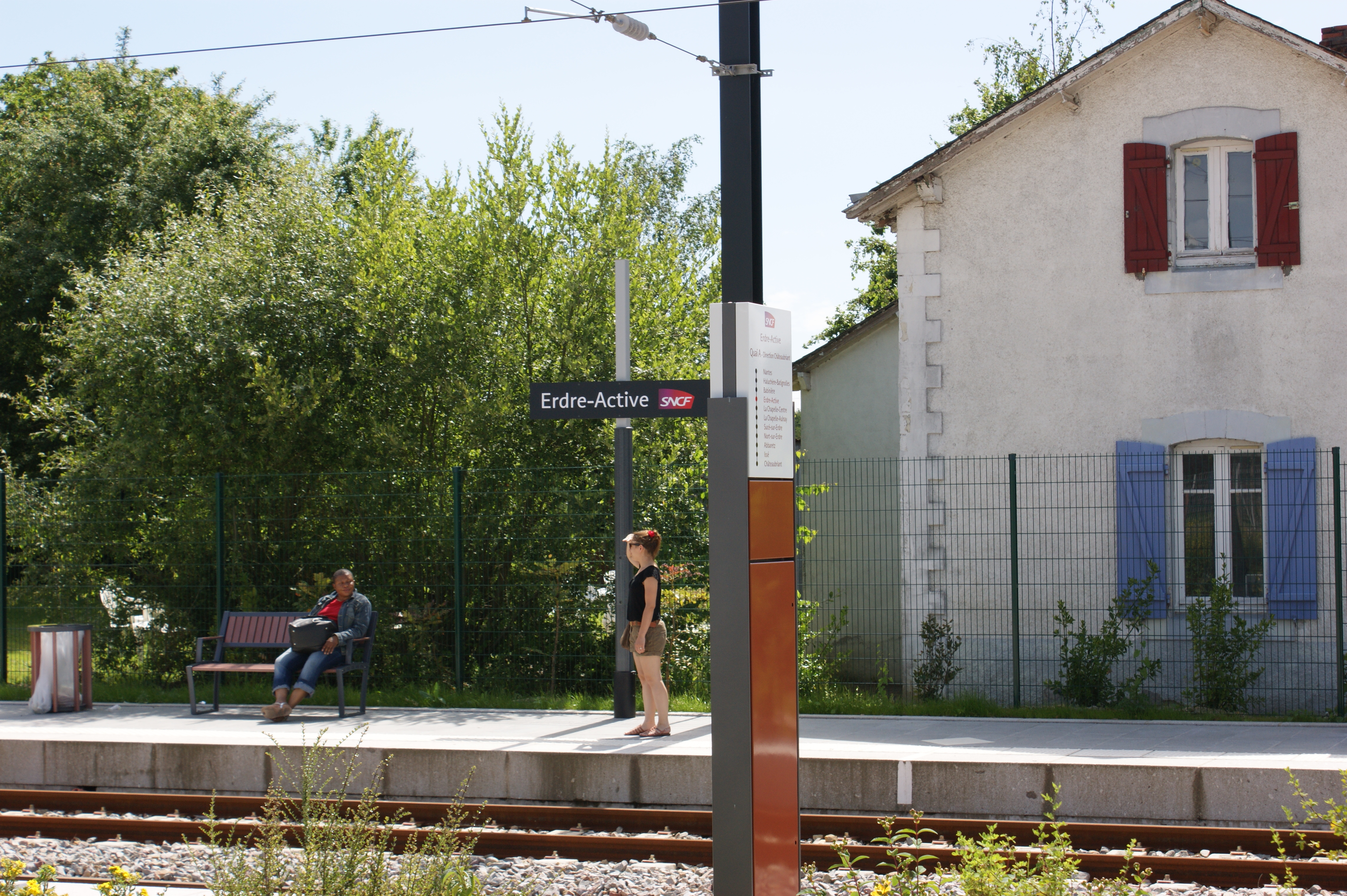
Panneau nom de la halte.